# Kristian Birkeland

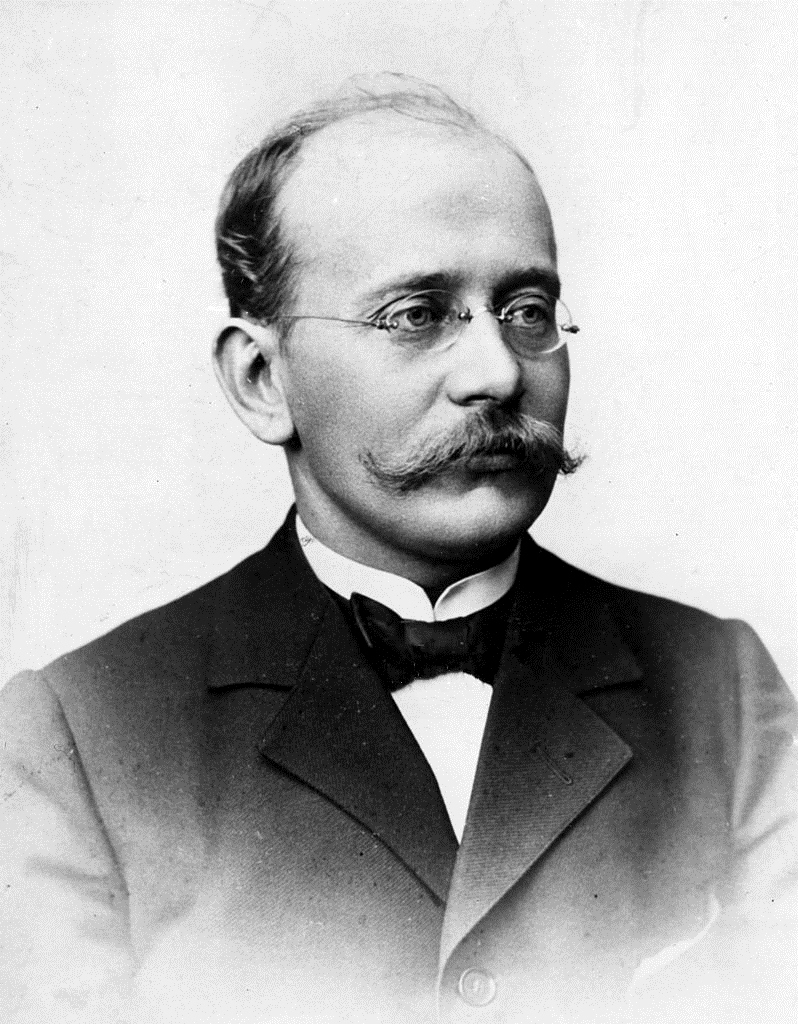
Kristian Birkeland (vor 1900)

Kristian Olaf Bernhard Birkeland (* 13. Dezember 1867 in Christiania; † 15. Juni 1917 in Tokio) war ein norwegischer Physiker, der ab 1898 einen Lehrstuhl an der damaligen Königlichen Friedrichs-Universität Kristiania (seit 1939 Universität Oslo) innehatte. Er wurde sieben Mal für den Physik-Nobelpreis vorgeschlagen, ohne die begehrte Auszeichnung zu erhalten.

## Leben
Kristian Birkeland war das zweite Kind von Reinert Birkeland (1838–1899) und dessen Ehefrau Ingeborg, geborene Ege (1842–1913). Nach der Schulausbildung in seiner Heimatstadt Kristiania (heute Oslo) begann er an der dortigen Universität ein Studium der Chemie, Mathematik und Physik. Zwischen 1893 und 1895 setzte er seine akademische Ausbildung in Deutschland, Frankreich (wo er bei Henri Poincaré studierte) und der Schweiz fort. Nach seiner Rückkehr nach Norwegen wurde er 1896 das bis dahin jüngste Mitglied der Norwegischen Akademie der Wissenschaften.
Birkeland beschäftigte sich ab der Mitte der 1890er Jahre intensiv mit dem Polarlicht. Er ging davon aus, dass Elektronen der Sonne das Gasgemisch der oberen Atmosphäre zum Leuchten anregen. Da die Existenz des Sonnenwindes zu dieser Zeit noch nicht bekannt war, wurde seine Theorie jedoch bezweifelt. Im Februar 1897 fuhr Birkeland erstmals in den hohen Norden Norwegens und kam beinahe in einem Schneesturm ums Leben. Bis 1899 richtete er ein Nordlicht-Observatorium auf dem Berg Haldde bei Alta ein. Im Winter 1902/1903 betrieb er schließlich ein Netz aus vier Stationen. Neben Haldde gab es Observatorien auf Island, Nowaja Semlja und der zu Spitzbergen gehörenden Insel Akseløya. Daneben führte er Laborexperimente an einem kugelförmigen Magneten als Modell der Erde, genannt Terrella, durch. Es gelang ihm, dem Polarlicht ähnliche Lichterscheinungen künstlich zu erzeugen.

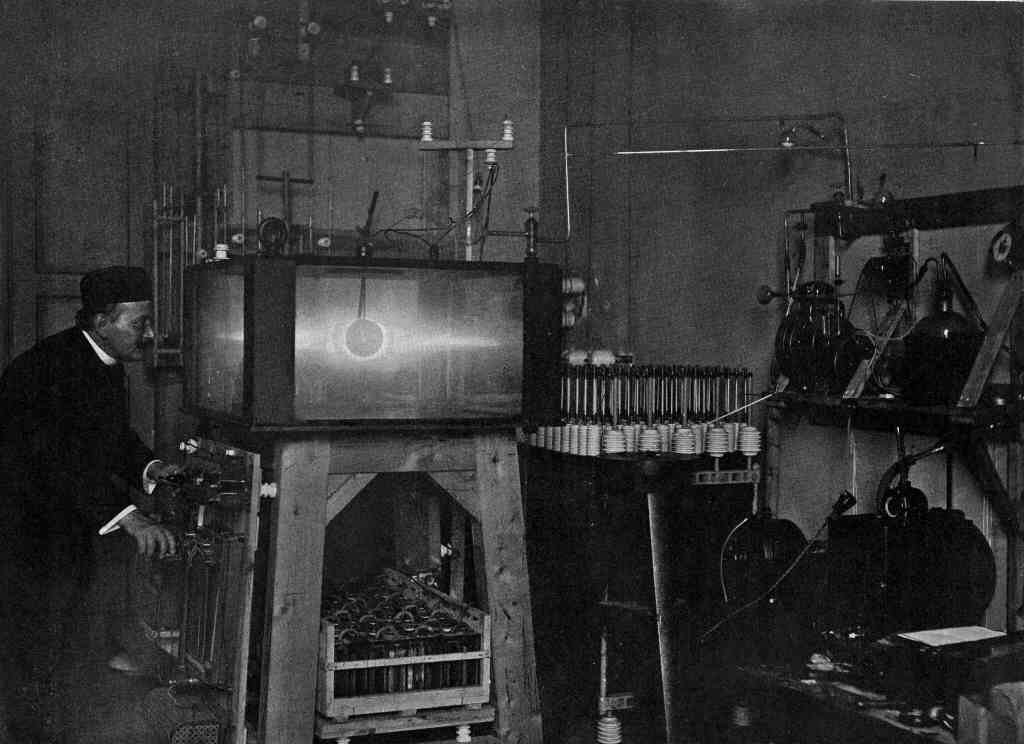
Birkeland beim Terrella-Experiment

Zusammen mit Sam Eyde entwickelte er 1903 das Birkeland-Eyde-Verfahren zur Herstellung von künstlichem Salpeter und Düngesalz. Dabei wird der Stickstoff aus der Luft mithilfe eines Lichtbogens oxidiert. Gemeinsam gründeten sie 1905 das Unternehmen Norsk Hydro, das die für das Verfahren erforderlichen hohen Elektrizitätsmengen aus Wasserkraft erzeugte. Die Beteiligung an der Firma machte Birkeland wohlhabend.
Ab 1910 ließen Birkelands wissenschaftliche Aktivitäten deutlich nach, möglicherweise infolge einer Quecksilbervergiftung, die er sich in Zusammenhang mit den Terrella-Experimenten zugezogen hatte. Forschungsreisen brachten ihn dennoch nach Jordanien, Japan, Indien und vor allem nach Ägypten, wo er zwischen 1914 und 1917 lebte und ein eigenes Observatorium betrieb.
Birkeland meldete 59 Patente an, darunter auch eine elektromagnetische Kanone,
Bei einer öffentlichen Vorführung für potenzielle Kunden versagte sie allerdings aufgrund eines Kurzschlusses, wenn auch das Projektil korrekt auftraf. Birkeland wollte mit den Verkaufserlösen seine Polarlicht-Expeditionen und Experimente finanzieren.
Seine wissenschaftlichen Abhandlungen schrieb er überwiegend auf Französisch. Die Technische Hochschule Dresden ernannte ihn bereits 1908 zum Ehrendoktor.
Birkeland starb 1917, vermutlich durch eine Überdosis Veronal in Kombination mit Alkohol.
Er war seit 1905 mit Ida Charlotte Hammer verheiratet, die Ehe wurde aber 1911 geschieden und blieb kinderlos. Der Mathematiker Richard Birkeland war sein Cousin.

## Ehrungen

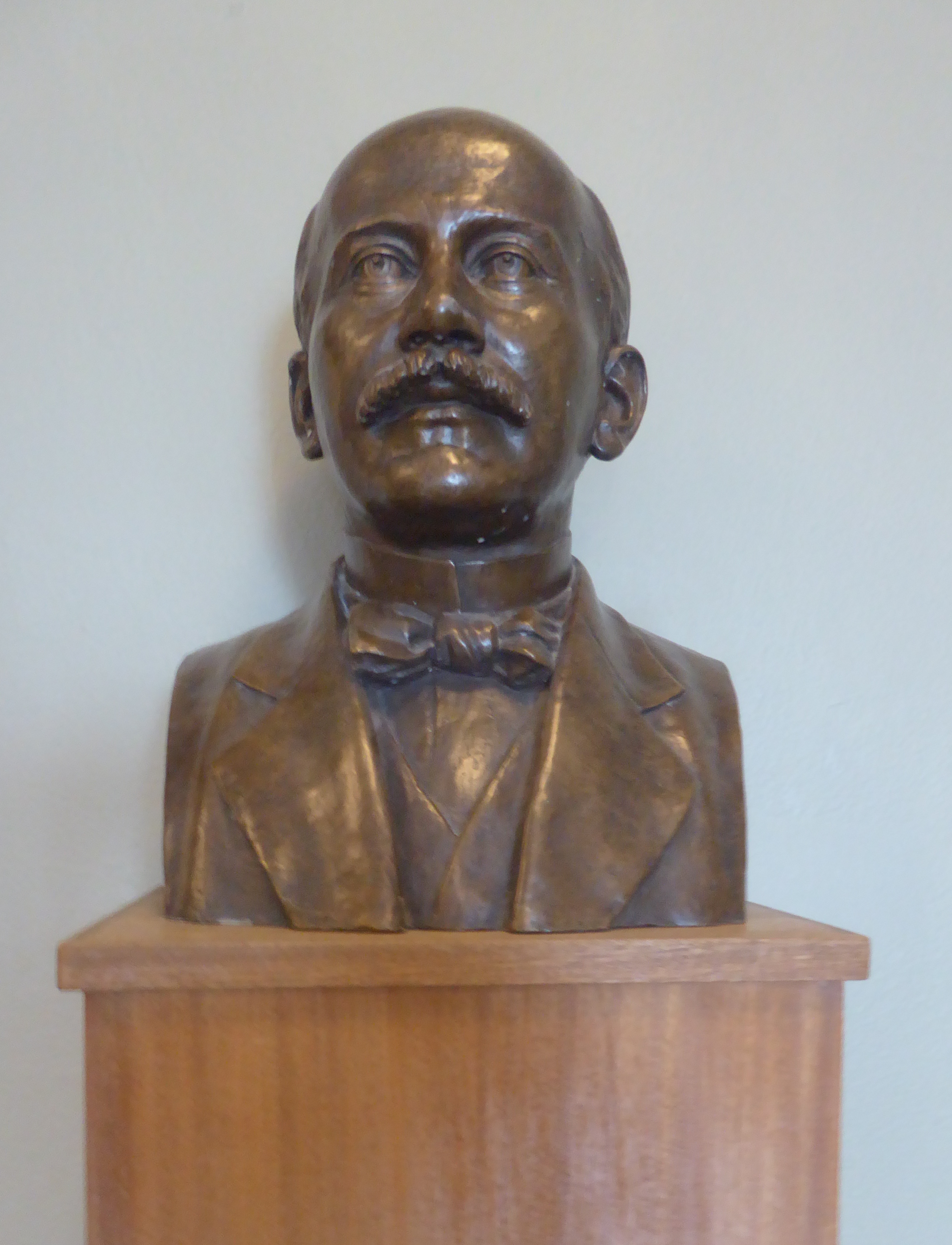
Kristian Birkeland, Herme von Oscar Castberg, 1908, Universität Oslo

Birkeland ist auf den 200-Kronen-Noten der Norwegischen Bank abgebildet, die von 1994 bis 2017 im Umlauf waren. Der Asteroid (16674) Birkeland und ein Krater auf der Mondrückseite wurden nach ihm benannt.